# برادلي هاميلتون
برادلي هاميلتون (بالإنجليزية: Bradley Hamilton)‏ (30 أغسطس 1992 بنيوهام في المملكة المتحدة - ) هو لاعب كرة قدم بريطاني في مركز الدفاع. لعب مع كولتشستر يونايتد ونادي تشيلمسفورد وRedbridge F.C. ‏ وكونكورد رينجرز.

## وصلات خارجية
- برادلي هاميلتون على موقع قاعدة بيانات كرة القدم.إي يو (الإنجليزية)
- برادلي هاميلتون على موقع Soccerbase.com (لاعب) (الإنجليزية)
- برادلي هاميلتون على موقع Soccerway.com (الإنجليزية)